# Newcastle Challenger 1998
Il Newcastle Challenger 1998 è stato un torneo di tennis facente parte della categoria ATP Challenger Series nell'ambito dell'ATP Challenger Series 1998. Il torneo si è giocato a Newcastle in Gran Bretagna dal 20 al 26 luglio 1998 su campi in terra rossa.

## Vincitori

### Singolare
Agustín Calleri ha battuto in finale  Salvador Navarro con il punteggio di 6–3, 6–4

### Doppio
Jeff Coetzee /  Edwin Kempes hanno battuto in finale  Nebojša Đorđević /  Dušan Vemić con il punteggio di 1–6, 7–6, 6–2